# 泰雷斯瓦

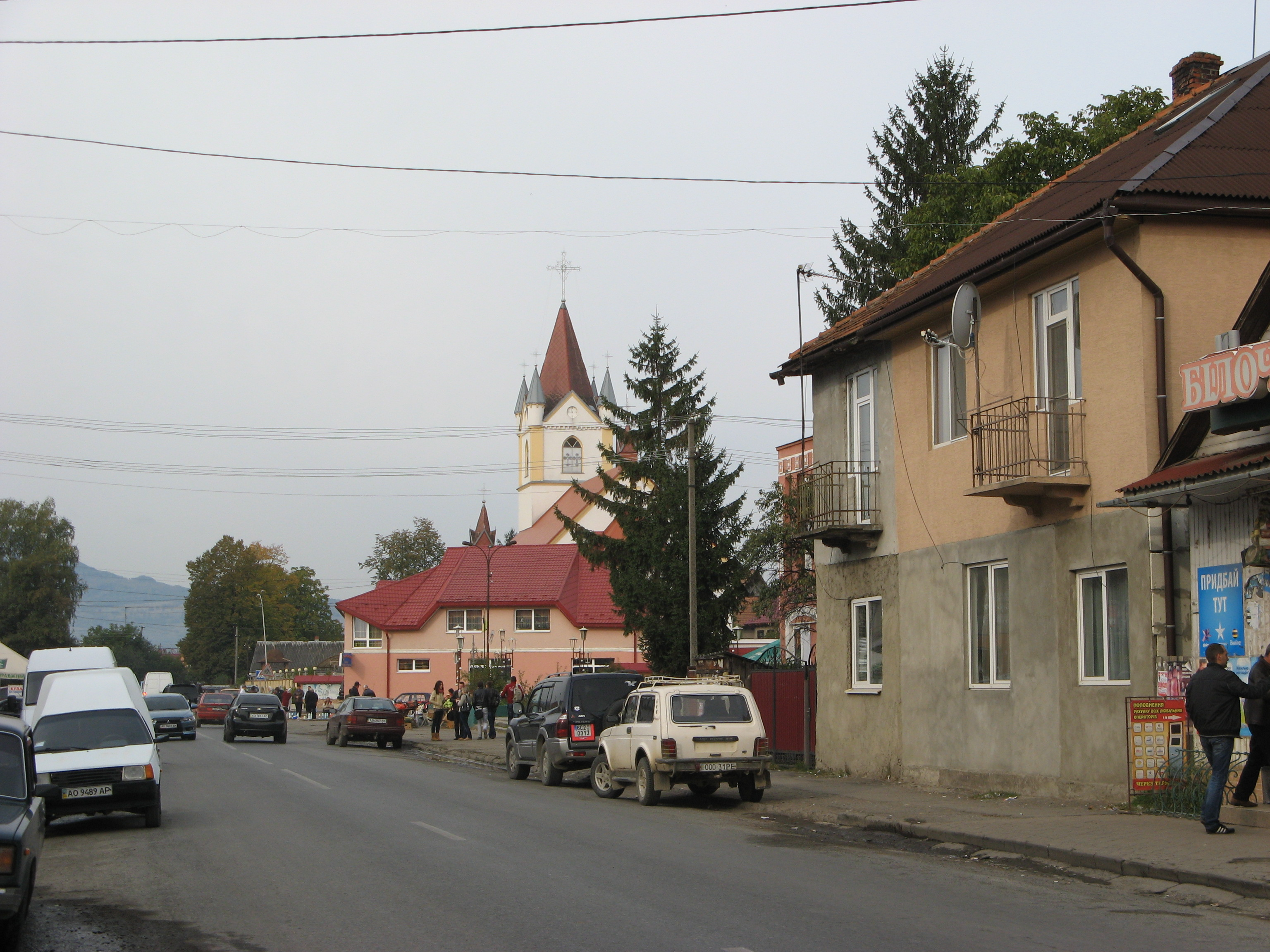
泰雷斯瓦

泰雷斯瓦是烏克蘭西部外喀爾巴阡州佳奇夫区泰雷斯瓦市镇内的市級鎮及其行政中心，始建於1450年；面積12.32平方公里，海拔高度235米，2004年人口7,554人，人口密度每平方公里613人。